# Лилльский «котёл»
Лилльский «котёл» (франц. Poche de Lille) — оборона французскими войсками под командованием генерала Жана-Батиста Молинье города и окрестностей с 28 по 31 мая во время Западной кампании 1940 года.
27 мая, когда англичане начали эвакуацию из Дюнкерка, немецко-фашистские войска в соответствии с директивой Браухича от 26 мая развернули общее наступление против изолированной группировки союзников. Приказ об остановке танков Клейста на рубеже Аа был отменён. Войска Рундштедта нанесли два рассекающих удара с запада в направлении Ипра и Турне, чтобы разгромить противника и соединиться с группой армий «Б», наступавшей с востока. Союзники вели упорные бои, но не могли противостоять этим ударам и начали отход. 
Отступление британских войск за рубеж реки Лис создало тяжёлую обстановку для французской 1-й армии в районе Лилля. В 23.00 28 мая французский генерал де ла Лоранси также начал отводить свой 3-й корпус и кавалерию. В эту ночь генерал Бланшар отправил телеграмму Вейгану, чтобы сообщить, что Горт по собственной инициативе дал указание об отводе его армии на Дюнкерк и что в результате этого фланг Первой французской армии оказался открытым. 
4-й и 5-й корпуса (шесть дивизий) оказались отрезанными от основной группировки своих войск и должны были под командованием генерала Жан-Батиста Молинье вести борьбу в окружении в пригородах Лилля. Три немецкие танковые дивизии атаковали с запада, 7-я пехотная дивизия — с севера, 253-я — с северо-востока, 217-я — с юго-востока и 267-я — с юга. 
Французам повезло: патруль захватил командира 253-й пехотной дивизии, и обнаружил документы, показывающие позиции немецких войск, окружающих город. Молинье использовал эту информацию, чтобы спланировать прорыв на 28 мая. В 19:30 4-й и 5-й корпуса предприняли попытку прорыва на западе Лилля с целью отойти к Лису, но они закончились неудачей. Еще одна попытка была предпринята утром 29 мая, но французы были вынуждены отступить. 
Атаки немцев привела к ожесточённым боям в пригородах, в ходе которых бои шли за каждый дом. 29 мая капитулировала 15-я дивизия, остальные войска были вынуждены отступить к центру города. 
Когда у французов закончились боеприпасы и были зарегистрированы сотни погибших и раненых среди военных и гражданского населения, сопротивление пришлось прекратить к вечеру 31 мая. Генерал Молинье до полуночи вёл переговоры о почётной капитуляции, которая состоялась 1 июня. В знак признания храбрости защитников немецкий командующий генерал Курт Вегер разрешил им последний парад в полном вооружении через Гран-Плас. Когда Гитлер узнал об этом 2 июня, он пришёл в ярость и сделал Вегеру выговор.